# Sumphuggspindel
Sumphuggspindel (Gnaphosa nigerrima) är en spindelart som beskrevs av Ludwig Carl Christian Koch 1877. Sumphuggspindel ingår i släktet Gnaphosa och familjen plattbuksspindlar. Arten är reproducerande i Sverige. Inga underarter finns listade i Catalogue of Life.